# The Black Fish
The Black Fish ist eine europaweit aktive Meeresschutzorganisation. 2010 von Aktivisten in Amsterdam gegründet, zählt The Black Fish heute ungefähr 100 aktive Mitglieder in Deutschland, England und den Niederlanden.
The Black Fish führt Aktionen durch, um illegale Fischerei in Häfen und auf Märkten in Europa zu dokumentieren, aufzudecken und anzuzeigen. Zusätzlich will The Black Fish das Thema Überfischung zurück in die Gesellschaft tragen, durch Lehrmaterial, Infoveranstaltungen, Vorträge und verschiedene kreative Aktionen.
The Black Fish Deutschland e.V. wurde 2016 in Bremen gegründet und ist somit der jüngste Ableger der Organisation. Dieser ist inzwischen zum wichtigsten Standbein der Organisation geworden und koordiniert die Kampagnen im Rahmen des Citizen Inspector Networks. Es arbeiten insgesamt 18 ehrenamtliche Mitarbeiter in Bremen, Berlin, Hamburg, Frankfurt und Erfurt für The Black Fish Deutschland. The Black Fish finanziert sich ausschließlich über Spenden, die von Privatpersonen und Stiftungen zur Verfügung gestellt werden. Dazu kommen Projektförderungen und Crowdfunding-Aktionen.

## Geschichte
Während der letzten Jahre wurden viele Aktionen gegen illegale Fischerei, sowohl in der Ostsee, als auch im Mittelmeer, durchgeführt. The Black Fish hat zum Beispiel den illegalen Thunfischfang in Kroatien untersucht, illegale Fischsammler an der sizilianischen Küste aufgespürt und entfernt, die Dynamitfischerei vor Tunesien und den illegalen Fang von Tiefseehaien in Marokko in Zusammenarbeit mit den englischen Fin Fighters dokumentiert.
Nach intensiver Arbeit in Süditalien deckte The Black Fish die weit verbreitete Nutzung illegaler Treibnetze auf. Dies führte 2014 durch die enge Zusammenarbeit mit den Behörden zur Unterzeichnung eines offiziellen Kooperationsabkommen mit der italienischen Küstenwache.

## Citizen Inspector Network

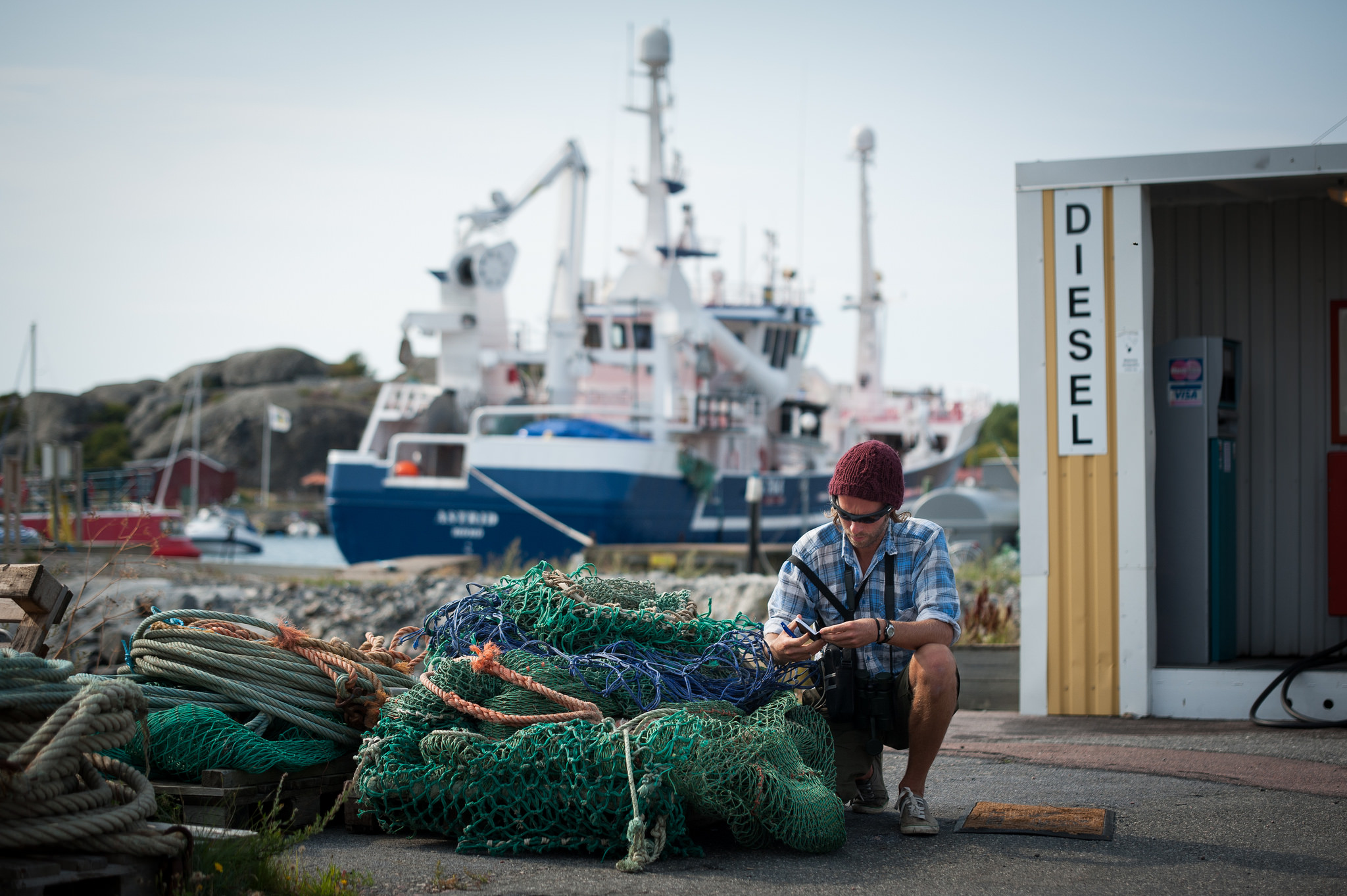
Ein ehrenamtlicher Citizen Inspector während einer Kampagne in Schweden

Um den zunehmenden Ausmaßen der Überfischung etwas entgegenzusetzen, entwickelte The Black Fish das Citizen Inspector Network. Da illegale Fischerei häufig an hochfrequentierten Häfen stattfindet und Behörden damit überfordert scheinen, fing The Black Fish an ein Netzwerk unabhängiger Fischereibeobachter aufzubauen, die helfen sollen illegale Fischerei in Europa aufzudecken. The Black Fish bildet Menschen als ehrenamtliche Fischereiaufseher (Citizen Inspectors) aus und bindet sie in verdeckte Ermittlungen ein. Seit dem Beginn des Citizen Inspector Networks im Jahr 2014 wurden bereits 60 Menschen aus 9 verschiedenen europäischen Ländern ausgebildet. Aktiver Meeresschutz soll so für möglichst viele Menschen aller Lebenswege geöffnet werden und nicht zu etwas werden was exklusiv „Aktivisten“ vorbehalten ist. Während eines fünftägigen Trainings erlernen die Citizen Inspectors alles über Fangmethoden, Schiffstypen und die gängigsten Fische auf Fischmärkten. Die Kampagnen von The Black Fish werden dabei ausschließlich durch Ehrenamtliche organisiert, finanziert und durchgeführt.
Die aus den Monitoring-Aktionen an Häfen und Fischmärkten resultierenden Ergebnisse werden in detaillierten Karten und Berichten zusammengefasst, die die regionalen und nationalen Behörden bei ihrer Arbeit unterstützen sollen. Direkte Meldungen von Fischmärkten oder aus Häfen bei der Küstenwache führten zu Beschlagnahmung illegaler Fänge und Konfiszierung illegaler Netze. Durch die große Anzahl an ehrenamtlichen Fischereibeobachtern kann das betreffende Gebiet intensiver überwacht werden als es der Küstenwache möglich wäre.

## Vortragstouren
Neben den verdeckten Ermittlungen ist die Bildungs- und Öffentlichkeitsarbeit ein Schwerpunkt der Arbeit von The Black Fish. Es werden Bücher, Berichte, Kurzfilme und Videos veröffentlicht (z. B. The Bluefin Bonanza, Losing Nemo oder Deserted Ocean). Darüber hinaus organisiert The Black Fish regelmäßig große Vortragstouren, bei denen über mehrere Wochen in vielen Städten öffentliche und kostenlose Vorträge gehalten werden. Solche Vortragstouren wurden 2011 und 2013 in England, 2014 einmal rund um die Ostsee und 2016 in Deutschland veranstaltet. Die Voice for the Ocean Tour etwa ging im September 2016 durch 16 deutsche Städte und erreichte knapp 500 Menschen. 2018 gab einige Vorträge zum Thema „Meereswüsten“ im Raum Bremen.

## Bündnisse
The Black Fish arbeitet außerdem auf politischer Ebene, um sich für nachhaltige Fischerei in Deutschland und Europa starkzumachen. Hierbei stützt sich The Black Fish auf die Erfahrung und Beweise, die auf den Kampagnen gesammelt werden konnten. 2018 schloss sich The Black Fish daher zwei größeren Bündnissen an.
- „Stop to Electric Pulse Fishing in Europe“[18] ist ein Bündnis, das von der französischen Organisation Bloom in Leben gerufen wurde und das die Zulassung von Elektrofischerei in EU-Gewässern verhindern will. Hierzu startete Bloom eine große Petition[19], der sich The Black Fish als einzige deutsche Organisation anschloss.
- „Make Stewardship Count“[20] ist ein Bündnis unter Leitung von Shark Project, das sich an den umstrittenen MSC wendet und drastische Reformen in den Vergabekriterien des MSC-Siegels fordert.

## Veröffentlichungen
Kampagnenberichte
- Oktober 2013: „Illegal driftnetting in the Mediterranean“[21]
- November 2013: „Mediterranean Driftnet Campaign 2013“[22]
- November 2014: „Swedish Nephrops Fishery 2014“[23]
- November 2014: „FAD Campaign Sicily 2014“[24]
- April 2015: „The Illegal Fishing and Organized Crime Nexus“[25]

Broschüren und Sachbücher
- 2012: „The Bluefin Bonanza“
- Februar 2017: „Deserted Ocean“[26]

## Filme
„Losing Nemo“ Ein animierter Kurzfilm über Überfischung und illegale Fischerei wurde auf Vimeo über 200.000 Mal angesehen.